# ویلی تورن
ویلی تورن (انگلیسی: Willie Thorne; ۴ مارس ۱۹۵۴ – ۱۷ ژوئن ۲۰۲۰) بازیکن اسنوکر، و مفسر ورزشی اهل بریتانیا بود.